# Grey's Anatomy (mùa 17)
Mùa thứ 17 của bộ phim truyền hình Mỹ Grey's Anatomy được American Broadcasting Company (ABC) xác nhận vào ngày 10 tháng 5 năm 2019. Nó được công chiếu vào ngày 12 tháng 11 năm 2020. Phần này được sản xuất bởi ABC Signature, Shondaland và Entertainment One Television với nhà sản xuất Krista Vernoff.
Loạt phim trở lại sau bảy tháng, thời gian gián đoạn dài nhất giữa các mùa, sau khi việc sản xuất phần 16 bị tạm dừng do đại dịch COVID-19. Mùa này sẽ có 17 tập, khiến nó trở thành một trong những mùa ngắn nhất của chương trình.
Mùa 17 đánh dấu sự trở lại của Patrick Dempsey trong vai Derek Shepherd, TR Knight trong vai George O'Malley, Chyler Leigh trong vai Lexie Grey, Eric Dane trong vai Mark Sloan và Sarah Drew trong vai April Kepner. Dempsey xuất hiện lần cuối trong tập cuối mùa 11 ("You're My Home "). Anh trở lại vào tập 2 của mùa ("The Center Won't Hold"), xuất hiện trong nhiều tập khác nhau trong suốt mùa.  Knight trở lại vào tập 4 (" You're Never Walk Alone ") sau khi xuất hiện lần cuối trong tập cuối cùng của mùa 5 ("Now or Never "), Leigh và Dane trở lại trong tập 10 (" Breathe " ) sau khi xuất hiện lần cuối trong tập cuối mùa 8 ("Flight ") và tập thứ hai của mùa 9 (" Remember the Time "). Drew xuất hiện trong tập 14 (" Look Up Child ") sau khi xuất hiện lần cuối trong tập cuối cùng của mùa 14 ("All of Me ").
Đây là mùa cuối cùng có sự góp mặt của Jesse Williams trong vai Jackson Avery và Giacomo Gianniotti trong vai Andrew DeLuca.

## Diễn viên và nhân vật

### Diễn viên chính
- Ellen Pompeo trong vai Meredith Grey
- Chandra Wilson trong vai Miranda Bailey
- James Pickens Jr. trong vai Richard Webber
- Kevin McKidd trong vai Owen Hunt
- Jesse Williams trong vai Jackson Avery
- Caterina Scorsone trong vai Amelia Shepherd
- Camilla Luddington trong vai Jo Wilson
- Kelly McCreary trong vai Maggie Pierce
- Giacomo Gianniotti trong vai Andrew DeLuca
- Kim Raver trong vai Teddy Altman
- Greg Germann trong vai Tom Koracick
- Jake Borelli trong vai Levi Schmitt
- Chris Carmack trong vai Atticus "Link" Lincoln
- Richard Flood trong vai Cormac Hayes
- Anthony Hill trong vai Winston Ndugu

### Diễn viên phụ
- Debbie Allen trong vai Catherine Fox
- Jason George trong vai Ben Warren
- Stefania Spampinato trong vai Carina DeLuca
- Alex Landi trong vai Nico Kim
- Jaicy Elliot trong vai Taryn Helm
- Mackenzie Marsh trong vai Val Ashton[13]
- Lisa Vidal trong vai Alma Ortiz
- Melissa DuPrey trong vai Sara Ortiz
- Nikhil Shukla trong vai Reza Khan
- Robert I. Mesa trong vai James Chee
- Zaiver Sinnett trong vai Zander Perez
- Patrick Dempsey trong vai Derek Shepherd[6][14]

### Khách mời
- Barrett Doss trong vai Victoria "Vic" Hughes
- Jay Hayden trong vai Travis Montgomery
- Grey Damon trong vai LT Jack Gibson
- Danielle Savre trong vai Captain Maya Bishop
- Okieriete Onaodowan trong vai Dean Miller
- T.J. Thyne trong vai Aaron Morris
- Dorien Wilson trong vai Clifford Ndugu
- Hilda Boulware trong vai Antoinette Ndugu
- Sherri Saum trong vai Allison Brown
- Frankie Faison trong vai William Bailey
- Bianca Taylor trong vai Elena Bailey
- Granville Ames trong vai Eric Lincoln
- Bess Armstrong trong vai Maureen Lincoln
- Phylicia Rashad trong vai Nell Timms
- T.R. Knight trong vai George O'Malley[7]
- Chyler Leigh trong vai Lexie Grey[8]
- Eric Dane trong vai Mark Sloan[9]
- Sarah Drew trong vai April Kepner[10]
- Eric Roberts trong vai Robert Avery